# Зеров Костянтин Костянтинович
З́еров Костянт́ин Костянт́инович (20 травня (01 червня) 1899, Зіньків — 28 вересня 1979, Київ) — гідробіолог, геоботанік. Брат Миколи, Дмитра та Михайла Зерових.

## Біографія
У 1926 році закінчив Київський інститут народної освіти.
У 1929–34 роках працював у Київському сільськогосподарському інституті; від 1934 — на Гідробіологічній станції АН УРСР (згодом реорганізованій в Інститут гідробіології АН УРСР), у 1938–41 — її завідувач. 1942 році отримав науковий ступінь кандидата біологічних наук. З 1944 року і по 1972 — старший науковий співробітник; водночас — доцент Київського інституту удосконалення лікарів (1944–1950), по цьому — ветеринарного інституту (1950–1952).

## Наукова діяльність
Костянтин Зеров брав участь в експедиціях з вивчення Прип'яті, Дунаю та придунайських лиманів. Досліджував вищу рослинність заплавних водойм Дніпра біля заповідника «Гористе» (поблизу села Старосілля Городищенського району Черкаської області).

## Вшанування
Його іменем було названо один вид рогоза — Typha zervii.